# Cyriopalus pascoei
Cyriopalus pascoei är en skalbaggsart som beskrevs av Thomson 1878. Cyriopalus pascoei ingår i släktet Cyriopalus och familjen långhorningar. Inga underarter finns listade i Catalogue of Life.